# Hypnum curtipendulum
Hypnum curtipendulum là một loài Rêu trong họ Hypnaceae. Loài này được (Timm ex Hedw.) With. mô tả khoa học đầu tiên năm 1801.